# Chorozinho
Chorozinho é um município brasileiro do estado do Ceará. Localiza-se na Mesorregião do Norte Cearense, Microrregião de Chorozinho, conforme a classificação adotada pelo IBGE até 2017.
Conforme a classificação atualmente utilizada pelo IBGE, Chorozinho faz parte da Região Geográfica Intermediária de Fortaleza e da Região Geográfica Imediata de Fortaleza.

## Etimologia e História
O topônimo Chorozinho faz referência ao diminutivo de choró, que vem do tupi guarani choron, que significa ave ou pequena lente que surge no sopé ou encosta de uma chapada residual. Sua denominação original era Currais, depois Currais Novos, Currais Velhos e, desde 1938, Chorozinho.
A região às margens do rio Choró era habitada por índios de etnias como os: Jenipapos, Kanindés, Chorós e Quesitos. A ocupação portuguesa nessa região se iniciou por volta de 1680, com a chegada dos vaqueiros Estêvão Velho de Moura e Manuel da Costa Barros, que receberam essas terras do Capitão-Mor Sebastião de Sá, o governador da Capitania do Ceará na época. Estes foram os primeiros a começar a evangelização dos indígenas de Chorozinho, com o padre jesuíta Francisco da Costa Travassos.
No século XVIII, nestas terras foi instalada a Missão dos Paiacu.

## Geografia

### Clima
Tropical quente semiárido com pluviometria média de 810mm com chuvas concentradas de fevereiro a maio.

### Hidrografia e recursos hídricos
As principais fontes de água do município de Chorozinho são da bacia hidrográfica Metropolitana, tem como principal o rio Choró e riachos como: Cavacas, das Cabras e Areré; diversas lagoas tais como: do Cedro, dos Marinheiros, dos Martins, dos Patos e outras. Além do açude Pacajus.

### Relevo e solos
Terras de várzea não possui elevações. Os solos são as areias quartzosas distróficas e planossolos, onde encontram-se granitos do Pré-Cambriano e sedimentos areno-argilosos. Encontram-se ainda coberturas aluvionares, quaternárias, formadas por areias, siltes, argilas e cascalhos.

### Vegetação
A vegetação predominante é a caatinga comum e arbustiva densa, além da mata serrana.

### Subdivisão
O município tem seis distritos: Chorozinho (sede), Campestre, Cedro, Patos dos Liberatos, Timbaúba dos Marinheiros e Triângulo.

A região às margens do rio Choró era habitada por índios de etnias como jenipapo, kanyndé, choró e quesito.
No século XVIII, nestas terras foi instalada a Missão dos Paiacu.[carece de fontes?]
É um núcleo urbano que surgiu devido aos projetos de combate a seca, entre 1932 e 1934. No lugar denominado Curais Velhos foi construído a ponte do BR-116 sobre o rio Choró. Do acampamento do engenheiros do DNOCS e dos operários empregados nesta construção surgiu o povoamento, que cresceu ao redor desta base de apoio e da capela de Santa Terezinha, que depois transformar-se-ia em município.

## Economia
A agroindústria e a pecuária são as principais atividades econômicas do município, apresentando uma larga produção agrícola de castanha de caju, mandioca, feijão e milho.

### Turismo

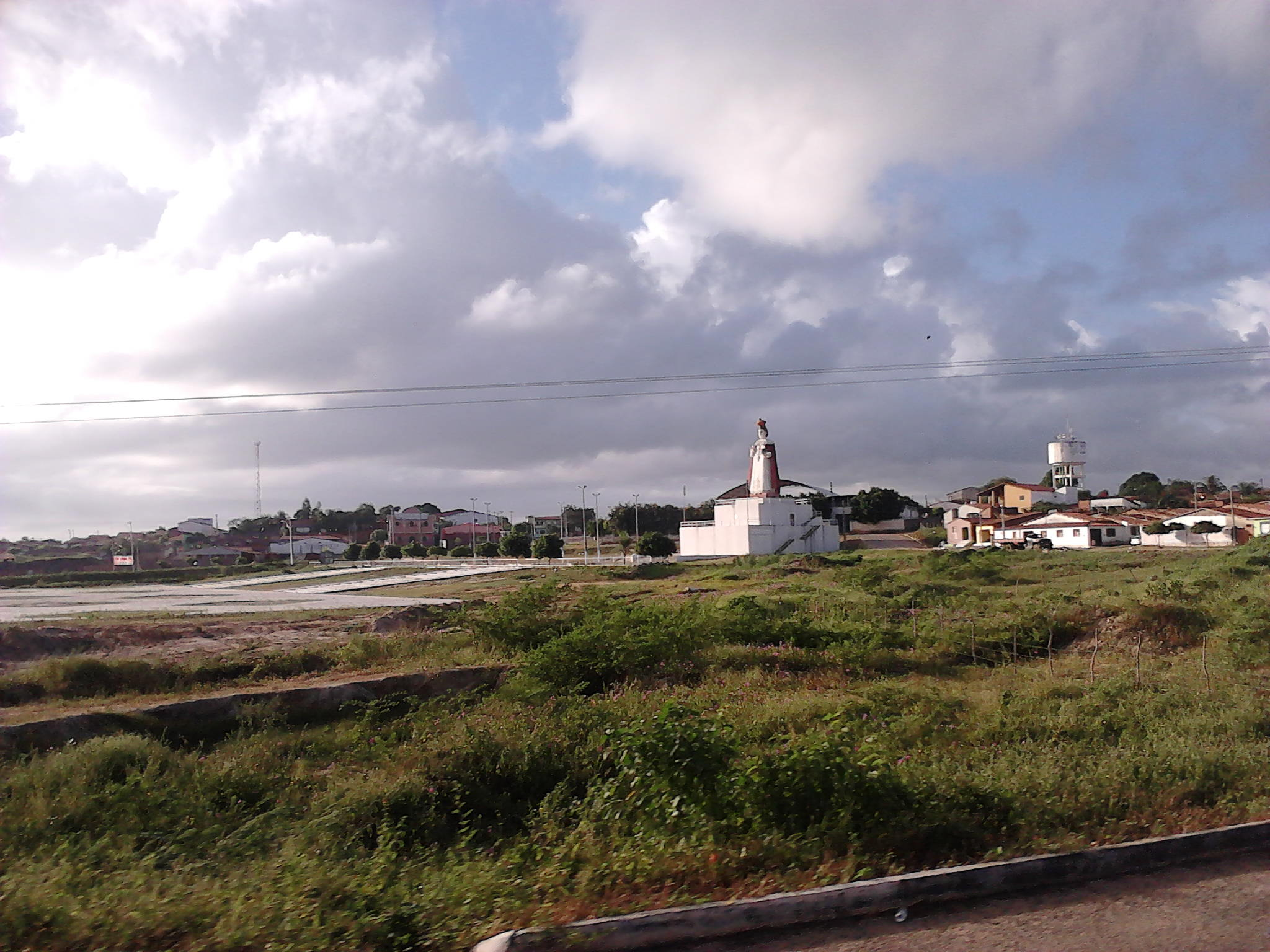
Vista do Centro de Chorozinho com ênfase ao Menino Jesus de Praga.

O turismo é uma fonte de renda do município devido aos atrativos naturais como:
- Rio Choró
- Lagoa dos Marinheiros (distrito de Timbaúba)
- Lagoa dos Patos (distrito de Patos dos Liberatos)

Já o turismo religioso, outra fonte de renda do município, acontece devido a devoção ao Menino Jesus de Praga.

## Cultura
Os principais eventos culturais são:
- Aniversário de emancipação da cidade (9 a 13 de março)
- Missa dos romeiros (dia 24 de cada mês)
- Vaquejada (outubro)

## Política
A administração municipal localiza-se na sede: Chorozinho.